# Године нестварне
Године нестварне је назив првог албума Нине Бадрић, издат 1995. године за продукцијску кућу Кроација рекордс.

## Песме
На албуму се налазе следеће песме: